# Wersoka (gmina Dziewieniszki)
Wersoka (lit. Verseka) − wieś na Litwie, w okręgu wileńskim, w rejonie solecznickim, w gminie Dziewieniszki, 3 km na południowy wschód od Dziewieniszek, zamieszkana przez 14 ludzi.

## Historia
W czasach zaborów zaścianek w okręgu wiejskim Girdziuny, w gminie Dziewieniszki, w powiecie oszmiańskim, w guberni wileńskiej Imperium Rosyjskiego. W 1866 liczył 13 mieszkańców, należała do dóbr skarbowych Dziewieniszki. W 1905 roku zaścianek liczył 32 mieszkańców.
W latach 1921–1945 wieś leżała w Polsce, w województwie wileńskim, w powiecie oszmiańskim, w gminie Dziewieniszki.
W 1931 w 5 domach zamieszkiwało 25 osób.
Wierni należeli do parafii rzymskokatolickiej w Dziewieniszkach i prawosławnej w Trąbach. Miejscowość podlegała pod Sąd Grodzki w Holszanach i Okręgowy w Wilnie; właściwy urząd pocztowy mieścił się w Dziewieniszkach.